# Claude Boissol
Claude Bernard Roger Boissol est un réalisateur et scénariste français né le 15 juin 1920 à Paris (15e) et mort le 25 mai 2016 à Gourdon (Lot).

## Biographie
L'Occupation allemande commence à peu près en même temps que sa carrière cinématographique, ce qui la compromet, car il devait en même temps travailler et ne pas se faire remarquer par les Allemands. Il était à l'époque assistant stagiaire.
Après la Seconde Guerre mondiale, tout en écrivant des scénarios, il devient assistant réalisateur sur les films de Jacques Becker, Yves Allegret ou Georges Lacombe. Il collabore alors surtout avec le réalisateur Maurice Labro. Il travaille encore comme assistant de Paul Paviot et André Défontaines à L'essor cinématographique français, après les avoir harcelés pour qu'ils lisent ses scénarios qui seront adaptés à partir de 1948.
C'est en 1956 qu'il réalise son premier film (Toute la ville accuse), soutenu par Jean Marais qu'une amie lui avait présenté. Il continuera de collaborer avec Jean Marais sur deux autres de ses films : Chaque jour a son secret (1958) et Napoléon II, l'aiglon (1961).
Il tourne en Argentine El Cerco en 1959 et Les Trois, etc. du colonel en Italie en 1960, avec Daniel Gélin.
Au début des années 1960, avec l'essor de la télévision, il décide « de ne pas rater le train »  bien que, comme il le dit lui-même, « les gens du cinéma voient de haut ceux qui font de la télé, et les gens qui travaillent à la télé n'aiment pas trop ceux qui font du cinéma ». 
Il crée, notamment, la série Les Globe-trotters en 1966, avec Yves Rénier et Edward Meeks. Pour ce tournage, il parcourra le monde durant trois ans. Il retrouvera Yves Rénier en 1976 pour la série Commissaire Moulin qu'il crée avec Paul Andréota (la production de cette série ne prendra fin qu’en juin 2008).
Il réalise de 1961 à 1993 de nombreux épisodes de séries télé et téléfilms dont Marie Pervenche, toujours avec Paul Andréota.

## Filmographie

### Cinéma

#### Comme réalisateur
- 1956 : Toute la ville accuse
- 1957 : La Peau de l'ours
- 1958 : Chaque jour a son secret
- 1959 : El cerco (es)
- 1959 : Julie la Rousse
- 1960 : Les Trois etc. du colonel
- 1961 : Napoléon II, l'aiglon

#### Comme assistant-réalisateur
- 1944 : Falbalas de Jacques Becker
- 1946 : Les gosses mènent l'enquête de Maurice Labro
- 1946 : Pas un mot à la reine mère de Maurice Cloche
- 1948 : Trois Garçons, une fille de Maurice Labro
- 1949 : L'Héroïque Monsieur Boniface de Maurice Labro
- 1949 : Prélude à la gloire de Georges Lacombe
- 1950 : Le Tampon du capiston de Maurice Labro
- 1950 : Le Roi du bla bla bla de Maurice Labro
- 1951 : Pas de vacances pour Monsieur le Maire de Maurice Labro
- 1954 : Raspoutine de Georges Combret
- 1954 : La Castiglione (La Contessa di Castiglione) de Georges Combret

#### Comme scénariste
- 1948 : Trois garçons, une fille de Maurice Labro
- 1951 : Pas de vacances pour Monsieur le Maire de Maurice Labro
- 1951 : Le Roi du bla bla bla de Maurice Labro
- 1952 : Monsieur Leguignon lampiste de Maurice Labro
- 1953 : La Pocharde de Georges Combret
- 1953 : Deux de l'escadrille de Maurice Labro
- 1954 : Raspoutine de Georges Combret
- 1954 : J'y suis, j'y reste de Maurice Labro
- 1955 : La Castiglione de Georges Combret
- 1956 : Toute la ville accuse
- 1957 : La Peau de l'ours
- 1958 : Chaque jour a son secret
- 1959 : Julie la rousse
- 1959 : El cerco
- 1961 : Napoléon II, l'aiglon

#### Comme acteur
- 1951 : Monsieur Leguignon lampiste de Maurice Labro
- 1953 : Deux de l'escadrille de Maurice Labro
- 1954 : La Castiglione (La Contessa di Castiglione) de Georges Combret

### Télévision

#### Comme réalisateur
- 1963 : La Guitare avec Georges Moustaki comme interprète, dans le cadre de l'émission musicale Du côté de la musique, programme présenté le 21 décembre 1963 dans le cadre de la première journée expérimentale de diffusion de la deuxième chaîne (RTF Télévision 2).
- 1963 : Les Vacances de Poly (feuilleton télévisé)
- 1964 : Poly et le secret des sept étoiles (feuilleton télévisé)
- 1965 : Histoires d'hommes
- 1965 : Poly au Portugal (feuilleton télévisé)
- 1966 : Les Globe-trotters
- 1969 : S.O.S. fréquence 17[2] - 2 épisodes :
  - Numéro de l'espion
  - Alerte générale
- 1971-1974 : Aux frontières du possible  - 6 épisodes :

- Meurtres à distance (1974)
- Les Hommes volants (1974)
- Le Dernier Rempart (1974)
- Protection spéciale ultra-sons U (1971)
- Menace sur le sixième continent (1971)
- Terreur au ralenti (1971)

- 1972 : Poly en Espagne (feuilleton télévisé)
- 1972-1975 : Les Enquêtes du commissaire Maigret - 5 épisodes :

- Maigret hésite (1975)
- La Folle de Maigret (1975)
- Maigret et la Jeune Morte (1973)
- Mon ami Maigret (1973)
- Maigret en meublé (1972)

- 1973 : Poly en Tunisie (feuilleton télévisé)
- 1974 : À dossiers ouverts - 3 épisodes : 
  - Piège sur l'autoroute (1974)
  - Gros Calibre (1974)
  - L'Intrus (1974)
- 1976 : Nick Verlaine ou Comment voler la Tour Eiffel - 5 épisodes :

- Le Monstre (1976)
- Dans l'eau d'une piscine (1976)
- La Fille de l'air (1976)
- Soyez bons pour les animaux (1976)
- Nick Verlaine prend la route (1976)

- 1977 : Les Diamants du président
- 1978 : Le Temps des as
- 1979 : Pour tout l'or du Transvaal
- 1979-1982 : Commissaire Moulin - 4 épisodes :

- Un hanneton sur le dos (1982)
- Le Patron (1982)
- Le Transfuge (1980)
- Les Brebis égarées (1979)

- 1981 : Les Fils de la liberté
- 1986-1988 : Espionne et tais-toi - 13 épisodes :

- L'Homme qui n'en savait rien (1988)
- Papa Pie et pas Papa (1988)
- Flamiche en Barzac (1988)
- La Métaphysique de l’œuf (1988)
- Les Poubelles de la gloire (1988)
- Bédouin-Bédouine (1988)
- Sosie et Ciseaux (1988)
- Opération “Soupe à l'oseille” (1986)
- Les Vacances du pouvoir (1986)
- Le conteur tourne (1986)
- Fantasmagoria (1986)
- L'Omelette norvégienne (1986)
- On se fait la malle (1986)

- 1989 : V comme vengeance  - 1 épisode :
  - L'Étrange Histoire d'Émilie Albert
- 1991 : Le Squale
- 1984-1991 : Marie Pervenche - 16 épisodes :

- La Folle Journée du général Despeck (1991)
- L'amnésique est bon enfant (1990)
- Le Nabab ventouse (1989)
- Les Travailleurs de la terre (1989)
- Le vernis craque (1987)
- La Dernière Patrouille (1987)
- Il faut tout faire par soi-même (1987)
- Une tigresse dans le moteur (1987)
- Salade russe (1987)
- Le jour de gloire n'est pas près d'arriver (1987)
- Le Secret de mon incroyable réussite (1984)
- Une sauterelle dans un magasin de porcelaines (1984)
- Un hérisson dans la tête (1984)
- Le Mystère de la malle sanglante (1984)
- La Filière argentine (1984)
- Tirez les premiers, messieurs les martiens (1984)

- 1992 : Coup de foudre, épisode Rendez-vous à Lisbonne
- 1993 : L'Homme dans la nuit
- 1993 : Printemps de feu

#### Comme scénariste
- 1966 : Les Globe-trotters
- 1988 : Espionne et tais-toi (7 épisodes)
  - L'Homme qui n'en savait rien
  - Papa Pie et pas Papa
  - Flamiche en Barzac
  - La Métaphysique de l’œuf
  - Les Poubelles de la gloire
  - Bédouin-Bédouine
  - Sosie et Ciseaux